# Tresenta
La Tresenta (3.609 m s.l.m., il francese Mont Trésenta) è una montagna del massiccio del Gran Paradiso nelle Alpi Graie.

## Caratteristiche
La montagna è posta lungo la linea di confine tra il Piemonte (comune di Noasca) e la Valle d'Aosta (comune di Valsavarenche). Sulla vetta è installata una croce realizzata dalla sezione di Nerviano del CAI.

## Accesso alla vetta

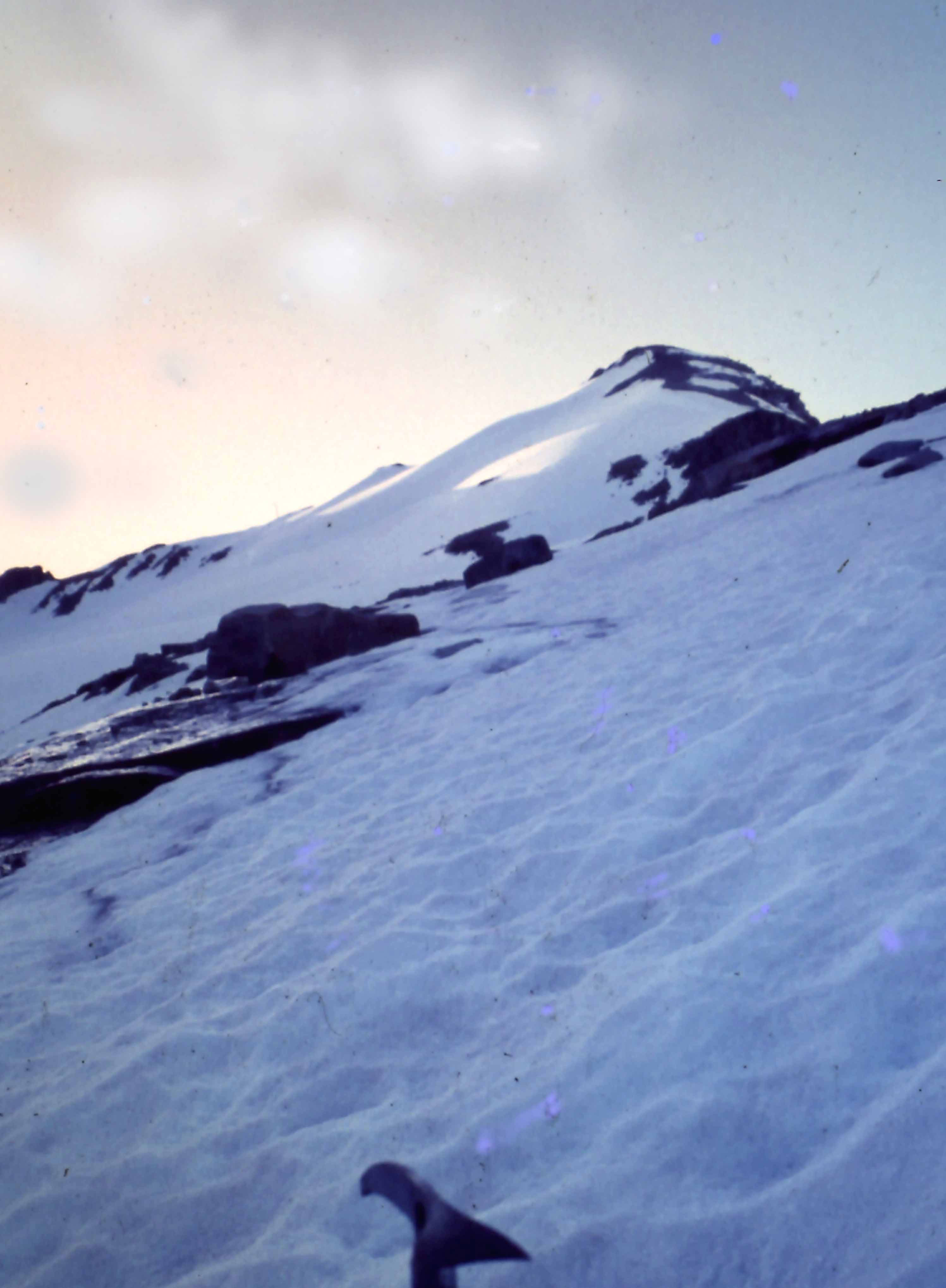
La salita alla Tresenta dal ghiacciaio di Montcorvé

La via normale di salita inizia dal Rifugio Vittorio Emanuele II. Dal rifugio si sale dapprima sulla morena e poi sul Ghiacciaio di Montcorvé. Superato il ghiacciaio si sale per il versante nord-ovest di natura detritica.
Dalla vetta si gode di un'ampia visuale. Da una parte vi è la più alta mole del Gran Paradiso, dall'altra la forma elegante del Ciarforon poco più alto.

## Galleria d'immagini

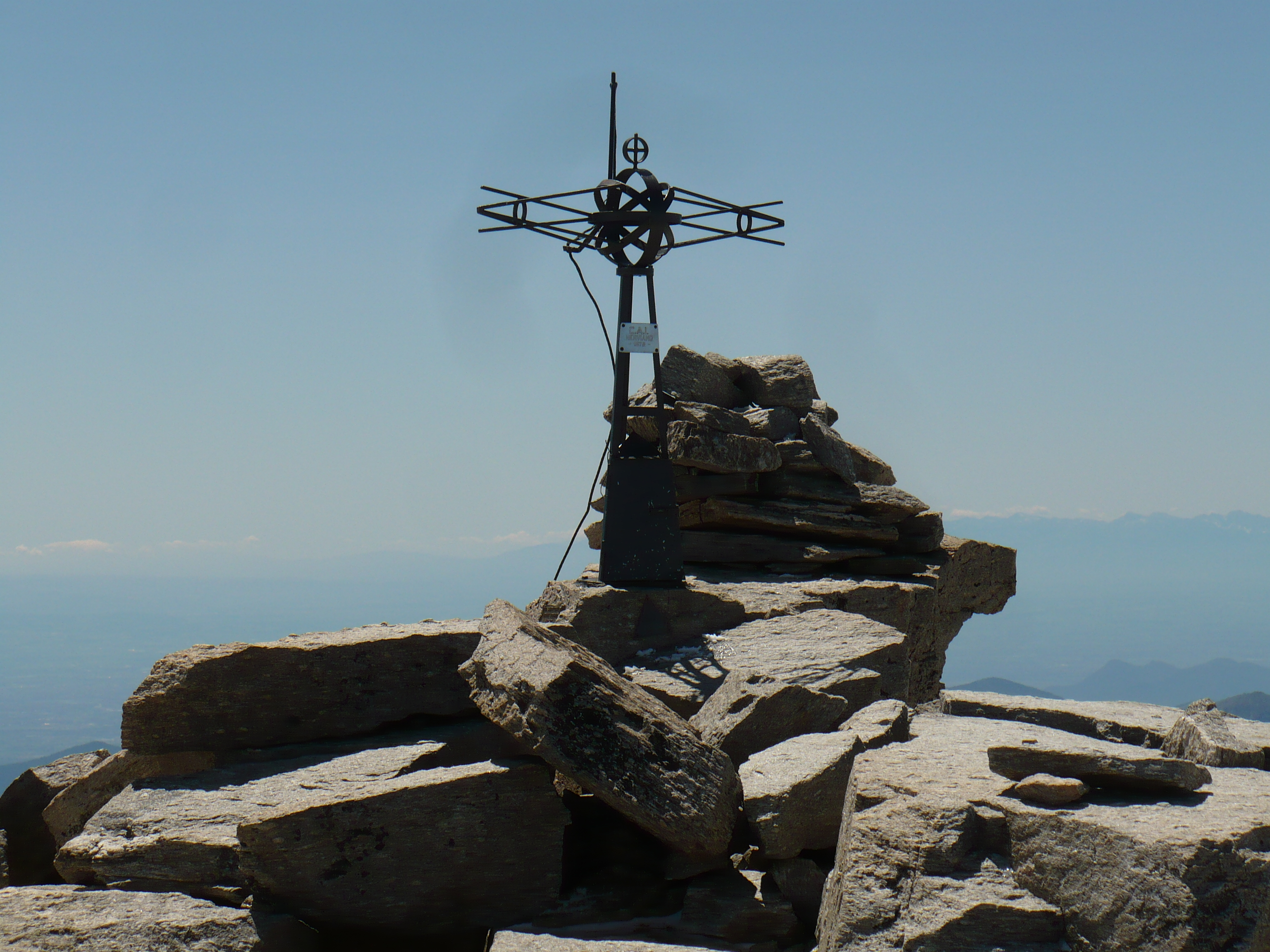
La vetta della Tresenta
Ghiacciaio di Noaschetta, Tresenta - Monte Rafre - Monte Rosa